# Mexachernes calidus
Mexachernes calidus är en spindeldjursart som först beskrevs av Banks 1909.  Mexachernes calidus ingår i släktet Mexachernes och familjen blindklokrypare. Inga underarter finns listade i Catalogue of Life.